# Gad Rausings pris för framstående humanistisk forskargärning
Gad Rausings Pris för framstående humanistisk forskargärning delas årligen ut av Kungliga Vitterhetsakademien sedan 2003. Priset instiftades av Rausings barn, och det är Vitterhetsakademiens största pris.
Priset skall gå till en framstående nordisk forskare inom arkeologi, historia, filosofi, filosofins historia, idé- och lärdomshistoria, konst-, litteratur- och musikhistoria, religions- och rättshistoria, etnologi, allmän språkvetenskap och studiet av språkfamiljer och enskilda språk. Priset ska gå till vetenskapsman ”som gjort verkligt framstående och varaktigt betydelsefulla insatser inom [dessa] ämnesområden och som fullgjort huvuddelen av sina insatser inom det nordiska forskningssamhället”. Nordiska akademier och forskningsråd inom ämnesområden kan nominera kandidater.
Prissumman är 1 500 000 kronor (2018).

## Pristagare
- 2003 – Einar Niemi, Universitetet i Tromsø
- 2004 – Ulf Teleman, Lunds universitet, svensk lingvistik
- 2005 – Jørgen Jensen, Köpenhamn, dansk historia
- 2006 – Heikki Räisänen, Helsingfors, religionshistoria
- 2007 – Mogens Herman Hansen, Köpenhamn
- 2008 – Simo Knuuttila, Helsingfors, filosofihistoria
- 2009 – Eva Österberg, Lund
- 2010 – Vésteinn Ólason, Reykjavik, litteratur
- 2011 – Åke Daun, Stockholm
- 2012 – Kirsten Blinkenberg Hastrup, Köpenhamn
- 2013 – Jan Terje Faarlund, Oslo[4]
- 2014 – Minna Skafte Jensen, Köpenhamn, klassisk filologi[5]
- 2015 – Sverre Bagge, Bergen, historie[6]
- 2016 – Erik A. Nielsen, Köpenhamn för originell forskning om bruket av bilder och bildspråk i skandinavisk diktning under 1600- och 1700-tal.[7]
- 2017 – Sten Ebbesen, Köpenhamn, för hans originella filologiska och filosofiska forskning i historiska texter om antik och medeltida logik, semantik och kunskapsteori.[8]
- 2018 – Mogens Trolle Larsen, Köpenhamn, för hans tvärvetenskapliga insatser inom assyriologi och arkeologi som bidragit till att belysa människans tidigaste användning av skrift ur kulturella, ekonomiska och historiska perspektiv.[9]
- 2019 – Lena Liepe, Linnéuniversitetet i Växjö.
- 2020 – Pirjo Markkola, Tammerfors universitet, för hennes mångsidiga och nyskapande studier av den nordiska välfärdsmodellens historiska rötter.[2]
- 2021 – Terttu Nevalainen, professor i engelsk filologi vid Helsingfors universitet, för sin teoretiskt och metodiskt banbrytande forskning inom historisk sociolingvistik.
- 2022 – Marie-Louise Bech Nosch, professor i historia vid Köpenhamns universitet, för nydanande forskning inom antik historia.
- 2023 – Helge Jordheim[10], professor i kulturhistoria vid Universitetet i Oslo, innovativ och inflytelserik forskning på det kulturhistoriska fältet.
- 2024 Heikki Pihlajamäki